# Armand Gouffé
Armand Gouffé (París, 22 de març de 1775 - Beaune, 19 d'octubre de 1845) fou un poeta, chansonnier i artista de vodevil francès. Les seves cançons assoliren gran popularitat en el seu temps. Estudià en el Col·legi Harcourt, i després ingressà al servei de l'administració estatal, on arribà a ser segon cap del ministeri de Finances. Algunes de les seves cançons es cantaren fins a mitjan segle xx, com les titulades La Corbillard, L'éloge de l'eau, Plus on est de fous plus on rit, etc. Les cançons de Bouffé són alegres i s'hi canten, generalment, els plaers de la taula i el gaudi epicuri (no en va Gouffé va pertànyer a la societat gastronòmica dels Diners de Vaudeville). Les seves composicions es publicaren formant quatre col·leccions titulades, respectivament:
- Ballon d'essai (1802),
- Ballon perdu (1805),
- Encore un Ballon (1807),
- Le dernier Ballon (1812).

Per a teatre va compondre també diverses obres, ja sol, ja en col·laboració amb altres autors. Entre elles: Les deux Jocrisses, Nicodème à Paris, Médard fils de Gros Jean, Tivoli, Le chaudronier de Saint-Flour, Le médecin turc, M. Mouton, Le duel et le déjeuner o Le bouffe et le tailleur.